# (10949) Königstuhl
(10949) Königstuhl (3066 P-L) – planetoida z pasa głównego asteroid okrążająca Słońce w ciągu 4,48 lat w średniej odległości 2,72 j.a. Odkryta 25 września 1960 roku.